# Antonio Brunetti (compositore)
Antonio Brunetti (forse 1767 – dopo il 1845) è stato un compositore italiano. Era figlio del compositore Giuseppe Brunetti e nipote del compositore Giovan Gualberto Brunetti.

## Biografia
Iniziò la propria attività compositiva nel 1786, anno in cui scrisse un'opera e un oratorio a Bologna. Seguirono negli anni successivi la messa in scena di altri suoi lavori teatrali, continuando a comporre per i palcoscenici sino il 1815. Parallelamente fu attivo anche come maestro di cappella della cattedrale di Chieti dal 1790 al 1800, di quella di Urbino dal 1810 al 1816 e infine del Duomo di Macerata dal 1816 al 1826. Il 27 dicembre di quest'ultimo anno fu nominato nuovamente direttore della cappella della Cattedrale di Urbino, dove rimase però poco, fino al 22 marzo del 1827. Fu successivamente maestro a Imola e infine, negli ultimi anni di vita, svolse l'attività d'impresario
Oltre a comporre diverse opere, scrisse diversa musica sacra (82 lavori in tutto). Fu inoltre membro dell'Accademia Filarmonica di Bologna.

## Lavori

### Opere
- Lo sposo di tre e marito di nessuna (dramma giocoso, libretto di Filippo Livigni, 1786, Bologna)
- Le stravaganze di campagna (dramma giocoso, 1787, Venezia)
- Il Bertoldo (dramma giocoso, libretto di Lorenzo Da Ponte, 1788, Firenze)
- Vologeso re de' Parti (opera seria, libretto di Apostolo Zeno, 1789, Firenze)
- La serva alla moda (dramma giocoso, 1789)
- Demofoonte (pasticcio, 1791, Venezia)
- Fatima (1791, Brescia)
- Le nozze per invito, ossia Gli amanti capricciosi (dramma giocoso, 1791, Roma)
- Li contrasti per amore (dramma giocoso, 1792, Roma)
- Il pezzo glorioso (dramma giocoso, libretto di Giovanni Bertati, 1797, Roma)
- Il libretto alla moda (1808, Napoli)
- La colomba contrastata, ossia La bella carbonara (1813, Rimini)
- Amore e fedeltà alla prova' (1814, Bologna)
- La fedeltà coniugale (1815, Parma)

### Altri lavori
- 82 lavori sacri (messe, mottetti, salmi, antifone, responsori, lamentazioni, etc.)
- Il sacrificio d'Ifisa (oratorio, 1786, Bologna)
- Ascoli avventurata (cantata, 1796, Fermo)
- Davide e Assalonne (oratorio, 1797, Chieti)
- La giustizia placata (cantata, 1799, Pianella)
- Betulia liberata (oratorio, libretto di Pietro Metastasio, 1799, Tagliacozzo)
- Il trionfo della religione, ossia Il martirio di San Pietro (oratorio, 1814, Urbino)
- Il presagio fortunato (cantata, 1826, Ancona)

## Fonti
Possediamo circa 50 copie manoscritte coeve delle sue opere. 

### Autografi
Due autografi, uno sicuro e l'altro incerto, sono nella Biblioteca di San Francesco di Bologna. Uno è segnalato a Monaco di Baviera, nella Bayerische Staatsbibliothek.

### Manoscritti
Le collezioni più importanti di copie manoscritte delle opere di Brunetti sono a:
- Bologna (Biblioteca di San Francesco e Conservatorio Giovanni Battista Martini)
- Münster (la Santini-Bibliothek conserva 11 composizioni sacre)
- Rieti (Archivio musicale del Duomo)
- Mantova (Fondo musicale Greggiati di Ostiglia)
- Napoli (Conservatorio di San Pietro a Majella)[7]
- Faenza (Biblioteca Manfrediana)
- Roma (Accademia di Santa Cecilia, Biblioteca Casanatense, e Biblioteca Privata Giancarlo Rostirolla)
- Prato (l'Archivio storico diocesano possiede due messe copiate da Giuseppe Becherini[8][9], alla cui identificazione ha collaborato il Centro Documentazione Musicale della Toscana)
- Ancona (Biblioteca comunale Luciano Benincasa)
- Firenze (Conservatorio Luigi Cherubini)
- Berlino (il Musikabteilung della Preußischer Kulturbesitz nella Staatsbibliothek zu Berlin possiede due arie dal Bertoldo)
- Neuchâtel (Bibliothèque Publique et Universitaire)
- Amburgo (Musiksammlung della Staats- und Universitätsbibliothek «Carl von Ossietzky»)
- Breslavia (Biblioteka Uniwersytecka)
- Berkeley (Jean Grey Hargrove Music Library)[10]
- Wolfenbüttel (Herzog August Bibliothek)[11]